# Rudolf-Maria Schütz
Rudolf-Maria Schütz (* 3. September 1929 in Gelsenkirchen; † 9. September 2007 in Lübeck) war ein deutscher Mediziner, Geriater, Gerontologe, Hochschullehrer und Präsident der Deutschen Gesellschaft für Gerontologie und Geriatrie e. V.

## Biographie
Schütz studierte Medizin an der Georg-August-Universität Göttingen, war Stipendiat in der pharmakologischen Abteilung der Max-Planck-Gesellschaft und wechselte 1966 zur Medizinischen Hochschule Lübeck, nunmehr Medizinische Universität Lübeck. Nach der Habilitation in innerer Medizin wurde Schütz 1972 zum außerplanmäßigen Professor ernannt und 1974 zum Direktor der Klinik für Angiologie und Geriatrie berufen.
Innerhalb der Gerontologie war Schütz ein namhafter Vertreter einer interdisziplinären und differentiellen Gerontologie – zusammen mit herausragenden Gerontologinnen und Gerontologen wie Hans Thomae und Ursula Lehr. Als Hochschullehrer war es ihm ein Anliegen, den wissenschaftlichen Nachwuchs zu fördern.

## Wissenschaftliche Funktionen
Rudolf-Maria Schütz hatte das Amt des Präsidenten der Deutschen Gesellschaft für Gerontologie und Geriatrie für zehn Jahre inne. Während seiner Amtszeit plädierte Schütz für die Interdisziplinarität der Gerontologie in Wissenschaft und Praxis. Dabei trat er hervor als „Brückenbauer“ zwischen der wissenschaftlichen Gerontologie und der Politik.
Der Internist Schütz war zwölf Jahre lang Vorsitzender der Arbeitsgemeinschaft Geriatrie im Berufsverband Deutscher Internisten e.V., er wurde Vorsitzender der Sachverständigenkommission zur Erstellung des 1. Altenberichts der Bundesregierung (veröffentlicht: 1993). Rudolf-Maria Schütz war Präsident der Deutschen Gesellschaft für Angiologie e.V., Mitglied zahlreicher Kommissionen des Bundes und der Länder sowie der Bundesärztekammer.